# Smith (månkrater)
För andra betydelser, se Smith (olika betydelser).
Smith är en nedslagskrater på månens baksida. Smith har fått sitt namn efter den amerikanska astronauten Michael J. Smith.
Kratern hette tidigare Barringer M.